# Stephanococcus
Stephanococcus  es un género de plantas con flores perteneciente a la familia de las rubiáceas. Incluye una sola especie: Stephanococcus crepinianus (K.Schum.) Bremek. (1952).
Es nativo de África tropical.